# Уотсон Хаттон, Арнольд
Арнольд Пенклифф Уотсон Хаттон (англ. Arnold Pencliffe Watson Hutton; 20 августа 1886, Буэнос-Айрес — 29 июля 1951, Буэнос-Айрес) — аргентинский футболист британского происхождения. Также выступал за сборную Аргентины в крикете, теннисе и водном поло.
Арнольд Уотсон, в Аргентине известный как Арнольдо Уотсон Хаттон (исп. Arnoldo Watson Hutton), был сыном Александера Уотсона Хаттона, основателя и первого президента Аргентинской футбольной лиги. Его первым клубом стал «Алумни», где он дебютировал 13 апреля 1902 года. Затем Уотсон уехал в Европу, где получал образование в Шотландии и Германии. Вернувшись в Аргентину в 1906 году, Уотсон вместе с «Алумни» стал чемпионом Аргентины, в том же году он дебютировал в национальной сборной Аргентины. В «Алумни» Уотсон играл до расформирования команды в 1911, а затем перешёл в «Бельграно Атлетик», в котором завершил футбольную карьеру.

## Награды

### Как игрок

#### Командные
- Чемпион Аргентины: 1906, 1907, 1909, 1910, 1911
- Обладатель Копа Онор: 1906
- Обладатель Копа Коусиньер: 1906
- Обладатель Копа Компетенсия Чевальер Боутель: 1906, 1909
- Обладатель Кубка Жокей Клуб: 1908, 1909
- Обладатель Кубка Столетия Майской революции: 1910

#### Личные
- Лучший бомбардир чемпионата Аргентины: 1910 (13 голов)